# Dorota Rabczewska
Doda, rodným jménem Dorota Aqualiteja Rabczewska (* 15. února 1984 Ciechanów), je polská zpěvačka, která je ve své tvorbě ovlivněna popem a rock. Doda se po světě proslavila hity jako „Dżaga“, „Znak pokoju“, „2 bajki“, „Szansa“ a v poslední době například hity „Katharsis“ a „Nie daj się“.

## Diskografie
| Informace o albu |
| --- |
| Virgin - Vydáno: 16. září 2002 - Umístění: #31 POL - Prodej v POL: 13,700 - Certifikace: - Celosvětový prodej: - Singly: To ty, Mam tylko ciebie                              |
| Bimbo - Vydání: 17. května 2004 - Umístění: #1 POL - Prodej v POL: 33,400 - Certifikace: Gold - Celosvětový prodej: - Singly: Dżaga, Kolejny raz, Nie zawiedź mnie            |
| Ficca - Vydání: 24. říjen 2005 - Umístění: #1 POL - Prodej v POL: 94 300 - Certifikace: 2 x Platina - Celosvětový prodej: - Singly: Znak pokoju, 2 bajki, Szansa              |
| Diamond Bitch - Vydání: 27. červenec 2007 - Umístění: #1 POL - Prodej v POL:40 000+ - Certifikace: Platina - Celosvětový prodej: - Singly: Katharsis, To jest to, Nie daj się |
| The Seven Temptations - Vydání: 2011 - Umístění: - Prodej v POL:40 000+ - Certifikace: Platina - Celosvětový prodej: - Singly: Bad Girls, My Way or No Way                    |
| Choni - Vydání: 2016 |
| Dorota - Vydání: 2019 |
| Aquaria - Vydání: 2022 |

### Singly

#### s kapelou
- 2002 To ty
- 2002 Mam tylko ciebie
- 2004 Dżaga
- 2004 Kolejny raz
- 2004 Nie zawiedź mnie
- 2005 Znak pokoju
- 2005 2 bajki
- 2006 Szansa
- 2016 "Niebezpieczna Kobieta"
- 2016 "Kopiuj Wklej"
- 2017 "Sens"
- 2018 "Miłość Na Etat"

#### sólo
- 2007 Katharsis
- 2007 To jest to
- 2008 Nie daj się
- 2009 Dziękuję
- 2010 Bad Girls
- 2011 XXX
- 2012 Kac Wawa
- 2012 Twa Energia (& Dżaga)
- 2012 Fuck it
- 2012 Titanium
- 2013 Electrode
- 2013 Wkręceni (High Life)
- 2014 Hej-(Virgin)
- 2014 Riotka
- 2015 Not over you
- 2015 Nie pytaj mnie

## Koncertné turné
- Diamond Tour (2007–2010)
- Rock'n'Roll Palace Tour (2010–2011)
- The Seven Temptations Tour (2011–2013)
- Fly High Tour (2013–2015)
- Anty Tour (od roku 2014)
- Riotka Tour (od roku 2015)

## Filmografie
- 2006 – Asterix i wikingowie
- 2008 – Serce na dłoni
- 2018 – Pitbull. Ostatni pies

## Ceny a nominace
- 2007 Viva Comet Awards - Artist of the Year
- 2007 Viva Comet Awards - Image of the Year
- 2007 MTV Europe Music Awards – Best Polish Act
- 2008 Viva Comet Awards - Chart Awards
- 2008 Viva Comet Awards - Image of the Year
- 2008 Viva Comet Awards - Artist of the Year
- 2008 Viva Comet Awards - Music Video of the Year
- 2009 MTV Europe Music Awards – Best Polish Act
- 2009 MTV Europe Music Awards – Best Europe Act - druhé místo
- 2010 Viva Comet Awards - Music Video of the Year
- 2010 Viva Comet Awards - Artist of the Decade
- 2010 Viva Comet Awards - Song of the Decade
- 2011 Viva Comet Awards - Artist of the Year
- 2012 Viva Comet Awards - Music Video of the Year